# L'amore
L'amore is een Italiaanse dramafilm uit 1948 onder regie van Roberto Rossellini.

## Verhaal
De film bestaat uit twee segmenten. In het eerste verhaal heeft een vrouw een telefoongesprek met haar minnaar, die hun relatie heeft beëindigd om met een andere vrouw te trouwen. Hij belt haar meermaals in één nacht. In het tweede verhaal denkt een dakloze vrouw dat ze Sint-Jozef heeft ontmoet op een heuvel. Als ze zwanger wordt, gelooft zij dat het een mirakel is. Ze wordt de risee van het dorp.

## Rolverdeling
| Acteur           | Personage                       |
| ---------------- | ------------------------------- |
| Anna Magnani     | Vrouw aan de telefoon / Nannina |
| Federico Fellini | Zwerver                         |
| Peparuolo        | Monnik                          |
| Amelia Robert    | Lerares                         |